# Fritz Moritz Heichelheim
Fritz Moritz Heichelheim (* 6. Mai 1901 in Gießen; † 22. April 1968 in Toronto, Kanada) war ein deutsch-kanadischer Althistoriker. Er befasste sich schwerpunktmäßig mit der Wirtschaftsgeschichte der Antike.

## Leben
Fritz Moritz Heichelheim, der Sohn des Bankiers Albert Heichelheim und seiner Frau Berta (geb. Simonsfeld), studierte Alte Geschichte an den Universitäten Gießen, Berlin und München. In Gießen schloss er sich besonders an den Althistoriker Richard Laqueur an, bei dem er 1925 mit der Dissertation Die auswärtige Bevölkerung im Ptolemäerreich promoviert wurde. Joseph Vogt bezeichnete Heichelheim später als Fortsetzer von Laqueurs Werk. Nach dem Studium arbeitete er als Gymnasiallehrer und betrieb seine Habilitation in Gießen, die er 1929 mit der Schrift Wirtschaftliche Schwankungen der Zeit von Alexander bis Augustus erreichte.
Nach der Habilitation lehrte Heichelheim als Privatdozent für Alte Geschichte an der Gießener Universität. Seine akademische Karriere in Deutschland fand mit der Machtübergabe an die Nationalsozialisten ein Ende: Heichelheim wurde als Jude aus seiner Stelle verjagt. Er entschied sich für eine Emigration nach England. Er lebte dort lange Jahre ohne feste Anstellung als Privatgelehrter in Cambridge. Die britische Staatsbürgerschaft erhielt er 1940. Zwei Jahre später wurde er als Assistant Lecturer an der University of Nottingham angestellt. Nach dem Ende des Zweiten Weltkriegs bemühte er sich um Kontakte zu den deutschen Universitäten. Im Jahr 1948 lehrte er für kurze Zeit als Honorarprofessor für Antike Wirtschaftsgeschichte an der damaligen Justus-Liebig-Hochschule. Aber noch im August desselben Jahres ging er nach Kanada an die University of Toronto, wo er zunächst als Lecturer, ab 1962 als Professor of Ancient History wirkte. Eine Gastprofessur an der Freien Universität Berlin führte ihn 1963 für kurze Zeit nach Deutschland zurück. Die Royal Society of Canada ernannte ihn 1966 zum Mitglied. 
In seiner vergleichsweise kurzen Laufbahn, die noch dazu durch das Exil verzögert wurde, entfaltete Heichelheim eine sehr umfangreiche Publikationstätigkeit. Sein Schriftenverzeichnis enthält über 600 Titel. Diese Produktivität lässt sich durch seine Arbeitsweise erklären, denn seit seiner Studienzeit hatte er seinen Schlaf auf vier Stunden pro Nacht reduziert.

## Schriften (Auswahl)
- Wirtschaftliche Schwankungen der Zeit von Alexander bis Augustus. Jena 1930 (Neudruck: Arno Press, New York 1979)
- Wirtschaftsgeschichte des Altertums vom Paläolithikum bis zur Völkerwanderung der Germanen, Slaven und Araber. 2 Bände, Sijthoff, Leiden 1938 (Neudruck in 3 Bänden: Leiden 1969).